# Benjamin Jaurès

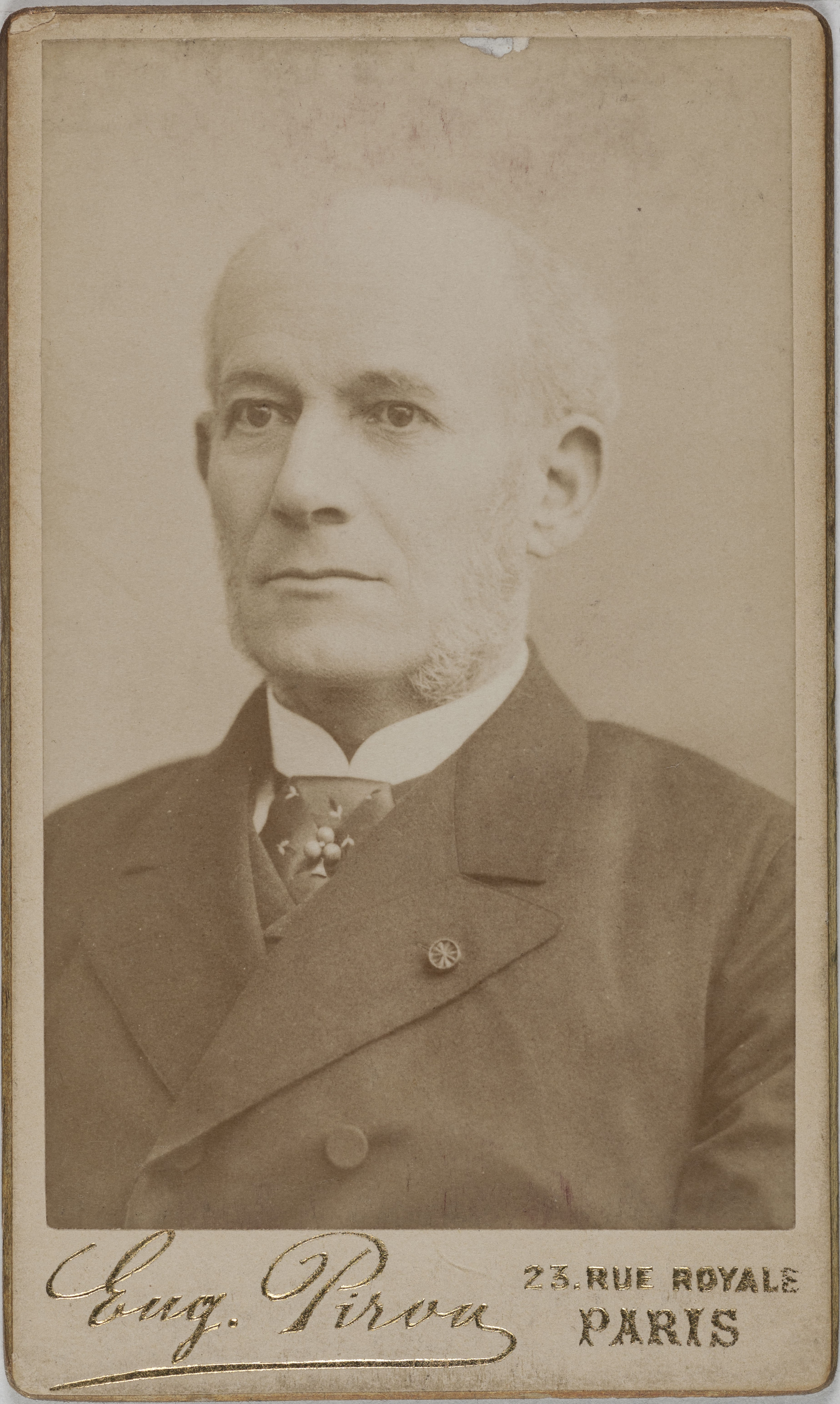
Benjamin Jaurès

Constant Louis Jean Benjamin Jaurès (* 3. Februar 1823 in Albi; † 13. März 1889 in Paris) war ein französischer Admiral.

## Leben und Karriere
Jaurès wurde als Sohn des Vizeadmirals Auguste Jaurès und dessen Gemahlin Adélaïde (geb. Got) in Albi geboren. Ab 1839 besuchte er die Französische Marineschule in Lanvéoc, wo er auf dem Zerstörer „Le Triomphant“ der französischen Pazifikflotte ausgebildet wurde. Im September 1841 wurde er Offiziersanwärter. In den Jahren 1842 beteiligte er sich auf der Korvette „Reine-Blanche“ unter anderem an Operationen bei Tahiti und den Marquesas. Am 1. November 1845 wurde er zum Enseigne de vaisseau und am 8. Mai 1850 zum Lieutenant de vaisseau ernannt. Ab 1853 diente er als Adjutant des Admirals Léonard Victor Charner (1797–1869) auf dem Schiff „du Guesclin“. In den Jahren 1856 und 1857 befehligte er die Schaluppe „Ariel“ und die Militärstation in Granville. 1860 war er an Bord der „Impératrice Eugénie“ Kommandant der „Division navale des mers de Chine“, die bei Peï-Ho, Cochinchina oder am Fluss Saïgon zum Einsatz kam.
1861 wurde er zum Fregattenkapitän ernannt und befehligte im Deutsch-Französischen Krieg (1870/71) als Kapitän die Panzerfregatte „cuirassée Héroïne“. Im November 1870 wurde er von Léon Gambetta zum Generalmajor des 21. Korps-Armee der französischen Landarmee ernannt und kämpfte an der Loire, der Sarthe, der Mayenne und in Perche gegen die anrückenden Truppen des Großherzogs Friedrich Franz II. Nach dem Frieden wurde Jaurès Konteradmiral und später 1871 in die Nationalversammlung gewählt, wo er sich dem linken Zentrum anschloss. 1875 wählte man ihn zum lebenslangen Senator. 1876 befehligte er wieder ein Geschwader im Mittelmeer und wurde 1878 zum Vizeadmiral ernannt.
1879 wurde Jaurès als Gesandter nach Madrid in Spanien geschickt, wo er drei Jahre lang arbeitete. 1882 ging er in dieser Funktion nach St. Petersburg in Russland. Von dort zurückberufen, wurde er 1883 zum Oberkommandierenden des Evolutionsgeschwaders „Richelieu“ ernannt und trat 1889 als Minister für Marine und die Kolonien in das Kabinett Tirard II ein. Diese Position hatte er nur für einen Monat inne, da er kurz darauf verstarb. Jaurès war seit dem 22. April 1861 Offizier der Ehrenlegion, ab 5. September 1877 Kommandeur und seit dem 12. Juli 1888 Großoffizier.

## Familie
Jaurès war mit Lucile (1839–1940, geborene Jullienne) verheiratet die 101 Jahre alt wurde. Sie hatten drei gemeinsame Kinder, die Töchter Clémence (1864–1935) und Louise (1870–1881) sowie einen Sohn Auguste (1873–1932).
Seine Geschwister waren Jean Auguste (* 1807), Admiral Charles Jaurès (1808–1870), Leopold (* 1810) und Caroline (1814–1895). Benjamin Jaurès war der Großcousin des Sozialisten Jean Jaurès.